# 9K111 Fagot

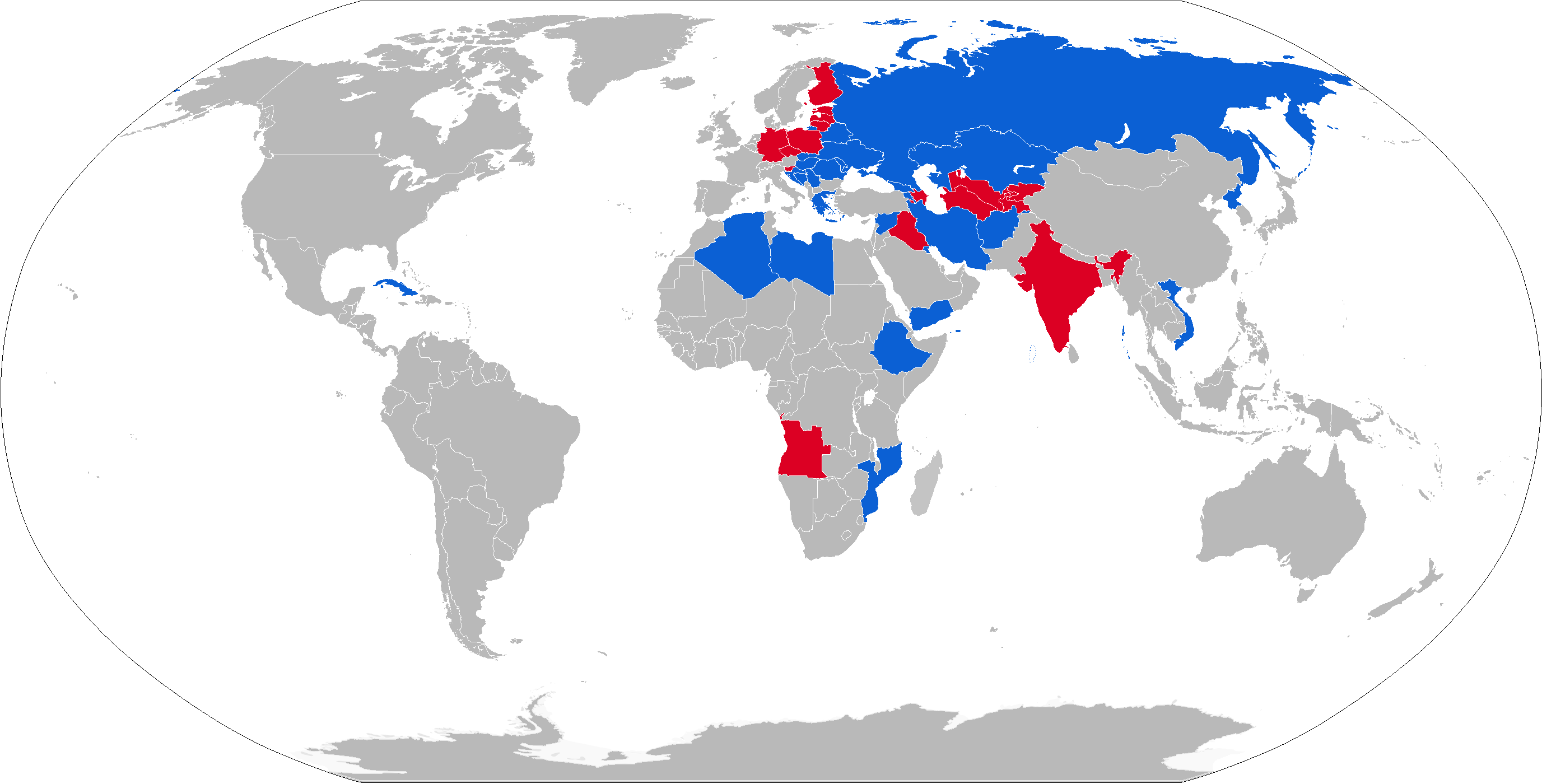
Países que operam o 9K111 em azul.

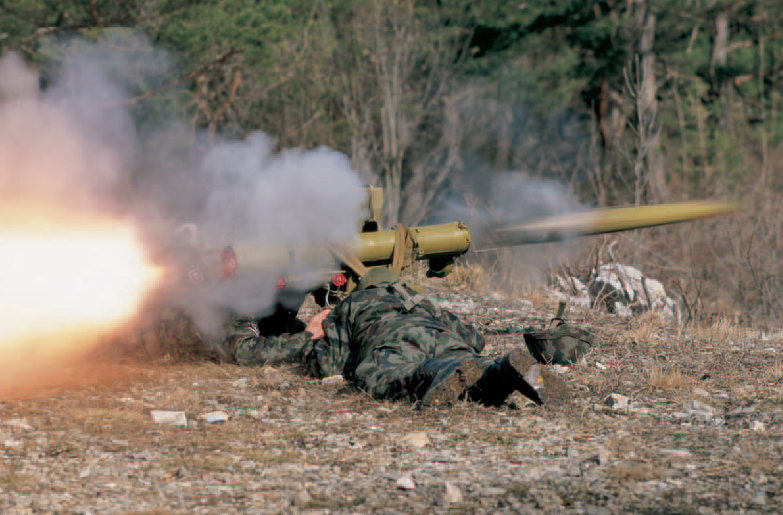
Miltares eslovenos disparando um míssil Fagot.

O 9K111 Fagot (em russo:  Фагот; "fagote") é um lançador de míssil antitanque guiado a fio de segunda geração de comando semi-automático para linha de visão (SACLOS) desenvolvido pela União Soviética para uso no chão ou montado em veículo blindado. O lançador 9K111 Fagot foi fabricado pela Tula KBP com objetivo de enfrentar primordialmente tanques de guerra, disparando o míssil modelo 9M111. Sua designação da OTAN é AT-4 Spigot.